# 모후로
모후로(Mohu-ro)는 전라남도 보성군 문덕면용암사거리에서 화순군 동면구암교차로를 잇는 도로이다.

## 주요 경유지
전라남도
- 보성군 (문덕면) - 화순군 (사평면 - 동면)

## 노선 경로
| 이름                   | 접속 노선                   | 경유지 | 경유지 | 비고      |
| ---------------------- | --------------------------- | ------ | ------ | --------- |
| 용암삼거리             | 송재로                      | 보성군 | 문덕면 |           |
| 문덕교                 |                             | 보성군 | 문덕면 |           |
| 죽산교                 |                             | 보성군 | 문덕면 |           |
| 복교                   |                             | 화순군 | 사평면 |           |
| 남계삼거리             | 유마로                      | 화순군 | 사평면 |           |
| 주산2교                |                             | 화순군 | 사평면 |           |
| 주산1교                |                             | 화순군 | 사평면 |           |
| 사주2교                |                             | 화순군 | 사평면 |           |
| 사주1교                |                             | 화순군 | 사평면 |           |
| 합수목교               |                             | 화순군 | 사평면 |           |
| 외남천교               |                             | 화순군 | 사평면 |           |
| 원진 교차로 (원진육교) | 지방도 제822호선 (김삿갓로) | 화순군 | 사평면 |           |
| 원진교                 |                             | 화순군 | 사평면 |           |
| 사평터널               |                             | 화순군 | 사평면 | 연장 350m |
| 벽송교                 |                             | 화순군 | 사평면 |           |
| 벽송육교               |                             | 화순군 | 사평면 |           |
|                        | 동면                        | 화순군 |        |           |
| 구암 교차로            | 국도 제22호선 (화순로)      | 화순군 |        |           |
| 충의로와 직결          |                             |        |        |           |